# Asociación de Fútbol de las Islas Caimán
La Asociación de Fútbol de las Islas Caimán, oficialmente Cayman Islands Football Association (CIFA), se fundó el 1966, siendo el máximo órgano administrativo del fútbol de las Islas Caimán. Afiliada a la FIFA y a la Concacaf en el mismo año 1992, esta es responsable de la gestión de la Liga de las Islas Caimán y de la selección de fútbol del archipiélago.